# テムル・ブカ (ジョチ家)
テムル・ブカ（モンゴル語: Temür buqa, ? - ?）は、ジョチの息子オルダの孫で、ジョチ・ウルスの王族の一人。時期は不明であるが、オルダ・ウルス（ジョチ・ウルスの左翼部）の当主となった。

## 概要
テムル・ブカはオルダ・ウルスの創始者オルダの孫として生まれた（後述）。
テムル・ブカの生涯についてはほとんど記録がないが、息子のクペレクがオルダ・ウルス当主の地位を狙って当時の当主バヤンに叛乱を起こしたことが記録されている。クペレクは「以前、私の父はウルスを治めていた相続権は私にある」と述べてオルダ・ウルス当主の地位を要求したことが『集史』「ジョチ・ハン紀」に記録されており、この記述に基づいてテムル・ブカはある時期にオルダ・ウルス当主の地位についていたと考えられている。
テムル・ブカがオルダ・ウルス当主になった時期も不明であるが、赤坂恒明は（1）初代当主オルダの地位を継承したのはコンクランで間違いないこと、（2）13世紀後半のオルダ・ウルス当主として著名なコニチがコンクランから地位を継承したとの記録がないこと、などを挙げてコンクランとコニチの間にテムル・ブカはオルダ・ウルス当主を務めていたのだろうと推測している。

## 出自
テムル・ブカの出自については、オルダ家の系譜の中で最も記述の混乱してる箇所の一つとして知られている。『集史』イスタンブル写本など多くの写本ではテムル・ブカを「オルダの第7子（末子）フレグの息子」とするが、『集史』ロンドン写本のみと『五族譜』は「オルダの第6子クトクイの息子」とする。
テムル・ブカがフレグとクトクイどちらの息子であるかについて定説はなく、ジョチ・ウルス史研究者の赤坂恒明は「どちらが正しいかを判断するのは困難」と評している。ただし、赤坂恒明は「オルダの末子フレグの息子」と解釈すると、「末子相続」という慣習のあるモンゴル社会で相続において優位な立場となるため、さして著名でもないテムル・ブカがオルダ・ウルス当主となれた説明がつく、と指摘している。

## オルダ王家
- ジョチ太子(Jöči ＞朮赤/zhúchì,جوچى خان/jūchī khān)
  - 1オルダ(Orda ＞斡魯朶/wòlǔduǒ,اورده/ūrda)
    - サルタクタイ(Sartaqtai ＞سرتاقتای/sartāqtāī)
      - 4トゥルク・カーン/諸王コニチ(Qoniči ＞火你赤/huŏnǐchì,قونیچى/qūnīchī)
        - 5バヤン(Bayan ＞伯顔/bǎiyán,بایان/bāyān)
          - 7?サシ・ブカ(Sasi buqa ＞ساسی بوقا/sāsī būqā)

        - バシュクルタイ(Bašγirtay ＞باشقرتى/bāšqirtay)
        - チャガン・ブカ(Čaγan Buqa ＞چغان بوقا/chaghān būqā)
        - マトダイ(Matudai ＞ماتوداى/mātūdāy)

    - クリ(Quli ＞قولی/qūlī)
      - トゥムケン(Tümken ＞تومكان/tūmakān)
      - トゥメン(Tümen ＞تومان/tūmān)
      - ミンガン(Mingγan ＞مینكقان/mīnkqān)
      - アヤチ(Ayači ＞ایاچی/ayāchī)
      - ムサルマーン(Musulman ＞مسلمان/musalmān)

    - クルムシ/クレムサ(Qurmši ＞قورمشی/qūrmshī,Куремса)
    - 2コンクラン(Qunquran ＞قونگقیران/qūnggīrān)
    - チョルマカイ(Čurmaqai ＞چورماقای/chūrmāqāī)
    - クトクイ(Qutuqui ＞قوتوقوی/qūtūqūī)
    - フレグ(Hülegü ＞هولاگو/hūlāgū)
      - 3テムル・ブカ(Temür buqa ＞تیمور بوقا/tīmūr būqā)
        - 6クペレク(Köbeleg ＞تومكان/tūmakān)

## 歴代オルダ・ウルス当主
1. オルダ
2. コンクラン
3. テムル・ブカ
4. コニチ
5. バヤン